# Брухвајлер-Беренбах
Брухвајлер-Беренбах (њем. Bruchweiler-Bärenbach) општина је у њемачкој савезној држави Рајна-Палатинат. Једно је од 84 општинска средишта округа Југозападни Палатинат. Према процјени из 2010. у општини је живјело 1.678 становника. Посједује регионалну шифру (AGS) 7340501.

## Географски и демографски подаци
Брухвајлер-Беренбах се налази у савезној држави Рајна-Палатинат у округу Југозападни Палатинат. Општина се налази на надморској висини од 265 метара. Површина општине износи 9,4 km². У самом мјесту је, према процјени из 2010. године, живјело 1.678 становника. Просјечна густина становништва износи 179 становника/km².